# Gabriel Boric Font
Gabriel Boric Font   (Punta Arenas, 11 de febrer de 1986) és un polític xilè, president de la República de Xile des de l'11 de març del 2022, després d'exercir com a diputat per la Regió de Magallanes i de l'Antàrtica Xilena.

## Biografia
Boric Font va néixer a Punta Arenas el 1986. És fill de Luis Javier Boric Scarpa, amb arrels croates, i de Maria Soledad Font Aguilera, d’ascendència catalana. Va assistir a l'Escola Britànica de Punta Arenas de 1991 a 2003, abans de traslladar-se el 2004 a la universitat a Santiago. Com a estudiant de la Facultat de Dret de la Universitat de Xile, va ser president de la Federación de Estudiantes durant el període 2011-2012 i un dels principals dirigents de les mobilitzacions estudiantils de 2011 contra la privatització de l'ensenyament. Va ser elegit com a diputat per la Regió de Magallanes en dos períodes consecutius: com a representant del Districte Núm. 60 (2014-2018) i del Districte Núm. 28 (2018-2022).
Va participar en la creació del Front Ampli, una coalició de partits i moviments d'esquerra. El 2021 va ser nomenat candidat presidencial de Convergència Social, partit que havia ajudat a fundar el 2018 i, posteriorment, del Front Ampli. Després de guanyar les primàries presidencials del 18 de juliol de 2021, Gabriel Boric es va convertir en el candidat presidencial de la coalició d'esquerres Apruevo Dignidad per a les eleccions presidencials de 2021.
El 19 de desembre de 2021, va guanyar la segona volta de les eleccions presidencials amb un 55,9% dels vots, derrotant el candidat d'extrema dreta José Antonio Kast, del Front Social Cristià, després de quatre anys de presidència conservadora i neoliberal amb Sebastián Piñera. El gir a l'esquerra va ser celebrat massivament als carrers dos anys després de les protestes a Xile de 2019 i en ple procés constituent d'elaboració d'una nova constitució.